# アダム・ブロディ
アダム・ブロディ（Adam Brody, 本名: Adam Jared Brody, 1979年12月15日 - ）は、アメリカ合衆国の俳優。

## プロフィール

### 来歴
カリフォルニア州サンディエゴにて、ユダヤ系の両親の間に生まれる。父親は弁護士、母親はグラフィックデザイナー。二卵性双生児の弟（マット、ショーン）がいる。10代の頃はサーフィンをしていた。カリフォルニア州サンディエゴのScripps Ranch高校卒で、卒業後はロサンゼルスのカレッジに進学するため両親を説得したが、入学する代わりに、個人演技コーチを雇い、ハリウッドに移り、演技を学ぶようになる。
2000年ごろからテレビシリーズに端役として出演するようになる。2003年には『ギルモア・ガールズ』にゲスト出演で注目を集め、2003年放送開始の『The O.C.』のセス・コーエン役でブレイクする。ティーン雑誌などでは「彼氏にしたいNO.1」に選ばれる。

### 私生活
現在はロサンゼルス在住。『The O.C.』で共演したレイチェル・ビルソンと2003年から2006年まで交際。
Big Japanというインディーズバンドのドラムを担当している。インディーズのロックとジャズが好きで、彼の音楽の好みは、The OCのセス・コーエンと同じである。
Penny Laneという名前の犬を飼っている。
好きな祝日はハロウィーン。
好きな映画は『エターナル・サンシャイン』。
2013年11月、テレビドラマ『ゴシップガール』のブレア・ウォルドーフ役のレイトン・ミースターと1年間の交際の後婚約し、2014年2月に結婚した。

## フィルモグラフィー

### 映画
| 年   | 邦題/原題                                                                   | 役名                         | 備考         |
| ---- | --------------------------------------------------------------------------- | ---------------------------- | ------------ |
| 2000 | アメリカン・サマー・ストーリー American Pie 2                               | 高校生                       | 無修正版のみ |
| 2002 | ザ・リング The Ring                                                         | ケレン                       |              |
| 2003 | クール・ボーダーズ Grind                                                    | ダスティン・ナイト           |              |
| 2005 | Mr.&Mrs. スミス Mr. & Mrs. Smith                                            | ベンジャミン・ダンス         |              |
| 2006 | サンキュー・スモーキング Thank You for Smoking                              | ジャック                     |              |
| 2007 | ランド・オブ・ウーマン/優しい雨の降る街で In the Land of Women              | カーター・ウェブ             |              |
| 2007 | 幸せになるための10のバイブル The Ten                                        | ステファン・モンゴメリー     |              |
| 2009 | ジェニファーズ・ボディ Jennifer's Body                                      | ニコライ・ウルフ             |              |
| 2010 | コップ・アウト 〜刑事した奴ら〜 Cop Out                                     | バリー・マンゴールド         |              |
| 2010 | 選ばれる女にナル3つの方法 The Romantics                                     | ジェイク                     |              |
| 2011 | スクリーム4: ネクスト・ジェネレーション Scream 4                            | ロス・ホス                   |              |
| 2011 | ダムゼル・イン・ディストレス バイオレットの青春セラピー Damsels in Distress | チャーリー                   |              |
| 2012 | エンド・オブ・ザ・ワールド Seeking a Friend for the End of the World        | オーウェン                   |              |
| 2012 | リベンジ・フォー・ジョリー 愛犬のために撃て! Revenge for Jolly!             | ダニー                       |              |
| 2013 | サバイバル・ソルジャー Welcome to the Jungle                                | クリス                       |              |
| 2013 | ラヴレース Lovelace                                                         | ハリー・リームス             |              |
| 2013 | 30日の婚活トラベル Baggage Claim                                            | サム                         |              |
| 2014 | ベガス流 ヴァージンロードへの道 Think Like a Man Too                        | アイザック                   |              |
| 2016 | コンビニ・ウォーズ バイトJK VS ミニナチ軍団 Yoga Hosers                     |                              |              |
| 2019 | シャザム! Shazam!                                                           | スーパーヒーロー・フレディ   |              |
| 2019 | レディ・オア・ノット Ready or Not                                           | ダニエル・ル・ドマス         |              |
| 2020 | プロミシング・ヤング・ウーマン Promising Young Woman                        | ジェリー                     |              |
| 2020 | 私立探偵エイブ 折り紙殺人事件 The Kid Detective                             | エイブラハム・アップルバウム | 兼製作総指揮 |

### テレビ
| 年          | 邦題/原題                                        | 役名                 | 備考                        |
| ----------- | ------------------------------------------------ | -------------------- | --------------------------- |
| 1999        | アマンダ・ショー The Amanda Show                 | グレッグ・ブラディ   | 1エピソード                 |
| 2000        | 青春の日々/ゆかいなブレディ一家 Growing Up Brady | バリー・ウィリアムズ | テレビ映画                  |
| 2002 - 2003 | ギルモア・ガールズ Gilmore Girls                 | デイヴ・ライガルスキ | 9エピソード                 |
| 2003 - 2007 | The O.C.                                         | セス・コーエン       | メインキャスト 92エピソード |
| 2004        | マッドTV! MADtv                                  | セス・コーエン       | 1エピソード                 |
| 2014        | New Girl / ダサかわ女子と三銃士 New Girl         | バークレー           | 1エピソード                 |
| 2016-継続中 | StartUp/スタートアップ Start Up                  | ニック・タルマン     | 主演                        |
| 2022        | バツイチ男の大ピンチ! Fleishman Is in Trouble    | セス                 | メイン                      |